# September (музичка група)
Септембар  (оригиналан назив September) била je југословенска рок група, која је деловала током седамдесетих година 20. века.

## Рад групе
Групу Септембар основали су 1975. године Јанез Бончина — Бенч и Тихомир "Поп" Асановић. Асановић је раније свирао у бендовима Тајм, Про арте и Југословенској поп селекцији и издао два соло ЕП-а, а Бончина је раније био гитариста и певач у бенду Млади леви.
Бенд је углавном свирао џез рок. Представљали су Југославију на фестивалима младих у Совјетском Савезу, Источној Немачкој и на Куби. Ведран Божић, бивши гитариста групе Тајм, понекад је наступао на њиховим концертима. Укупно су издали два студијска албума. Први албум се звао Задња авантура, издат 1976. године за ПГП РТБ.
Почетком 1978, група Септембар је гостовала у Сједињеним Државама, где су снимили албум Домовина моја, њихову другу плочу. ЛП је садржавао песме које су биле ближе конвенционалној рок музици, са више вокалних линија. Група је последњи пут наступила 5. новембра 1979. у Зеници.
Године 2003. године изашао је компилацијски албум The Best of September. Група се окупила за турнеју са концертима у Пули, Порторожу и Марибору, а завршили су наступом у Хали Тиволи у Љубљани, где им се придружила енглеска група Дип перпл.

## Дискографија

### Студијски албуми
1. 1976. Задња авантура (ПГП РТБ)
2. 1979. Домовина моја (ЗКП РТЉ)

### Компилације
1. BOOM '76 (1976)
2. Randevu s muzikom (1977)
3. The Best of September (2003)

### Синглови
1. Luduj s nama (1976)
2. Prle upeco ribu (1977)
3. Domovino moja (singl) (1978)